# Tomasz Wodzicki
Tomasz Józef Wodzicki (ur. 7 marca 1931 w Żychlinie) – polski botanik. 
W 1956 ukończył studia w Szkoła Główna Gospodarstwa Wiejskiego w Warszawie, a następnie został pracownikiem naukowym na tej uczelni. Początkowo jako asystent, a po dwóch latach otrzymał etat adiunkta. W 1960 uzyskał stopień doktora nauk, cztery lata później przedstawił pracę habilitacyjną. Od 1966 był docentem, w 1974 uzyskał tytuł profesora nadzwyczajnego, w 1976 objął stanowisko dyrektora Instytutu Biologii Roślin. Kierował Katedrą Botaniki Leśnej SGGW, w 1979 został profesorem zwyczajnym. W latach 1979–1981 był  prorektorem ds. nauki. Odbywał staże i podróżował naukowo do Wielkiej Brytanii, Australii, USA i Kanady.
Od 1975 przez dwa lata przewodniczył warszawskiemu oddziałowi Polskiego Towarzystwa Botanicznego, a następnie do 1983 był prezesem tej organizacji, od 1992 jest członkiem honorowym. Ponadto przewodził Komitetowi Botaniki Polskiej Akademii Nauk oraz był redaktorem Acta Agrobotanica. Tomasz Wodzicki jest autorem ponad 60 prac dotyczących morfogenezy roślin drzewiastych.

## Członkostwo
- Komitet Botaniki PAN;
- Komitet Biologii Teoretycznej i Ewolucyjnej PAN;
- Towarzystwo Naukowe Warszawskie;
- The Society for Experimental Biology;
- Botanical Society of America;
- Scandinavian Plant Physiology Society;
- American Association for the Advancement of Science;
- National Geographic Society (USA);
- International Academy of Wood Science;
- Federation of European Societies of Plant Biology.

## Odznaczenia
- Krzyż Kawalerski Orderu Odrodzenia Polski;
- Medal Komisji Edukacji Narodowej.